# Courage World Tour
Le Courage World Tour (ou la Tournée mondiale Courage en français) est une tournée mondiale de Céline Dion qui a commencé le 18 septembre 2019 à Québec au Canada, et doit se terminer le 18 septembre 2020 à Londres au Royaume-Uni. Quatorzième tournée de la chanteuse canadienne, elle promeut son quatorzième album anglophone, Courage, paru le 15 novembre 2019. Cette tournée se compose de 121 dates réparties sur trois continents et vingt-huit pays.
C'est la première tournée mondiale de Céline Dion depuis le Taking Chances World Tour de 2008-2009, et constitue aussi sa première tournée planétaire depuis la mort de son mari et manager René Angélil en 2016.

## Historique

### Première annonce
Le 3 avril 2019, Céline Dion se rend au Theatre At Ace Hotel (en) de Los Angeles à l'occasion d'un événement qui lui est consacré. Elle y dévoile une bande-annonce, également diffusée en direct sur sa page Facebook officielle. Au début de la vidéo, la chanteuse écrit « Ciao for now Las Vegas ! Love Céline no… » au rouge à lèvres sur le miroir de sa loge du Colosseum au Caesars Palace, pour signifier le terme de son spectacle en résidence Celine (en) qui a duré 7 ans (2011-2019). Elle quitte ensuite Las Vegas au volant d’un camion, dans lequel elle transporte un magicien, une danseuse de cabaret, une joueuse de casino et un sosie du chanteur Elvis Presley. À ce moment précis, l'extrait d’une nouvelle chanson Flying on My Own, se fait entendre. Alors que le camion tombe en panne, des drag queens viennent en aide à Céline, qui monte dans leur voiture. Elles chantent alors My Heart Will Go On, ce qui agace la chanteuse qui leur demande : « Would you please go on ? » (« Vous pouvez démarrer, s'il vous plait ? »). Au démarrage de la voiture apparaît le logo de la tournée Courage World Tour. La vidéo se termine par l’annonce des 55 premières dates en Amérique du Nord.

### Mise en vente des billets
Pour l’Amérique du Nord, les billets sont officiellement mis en vente le 12 avril 2019. Le 8 avril, à la suite d'une forte demande en prévente, de nouveaux concerts sont ajoutés à Montréal, Toronto, Boston et Miami. Le 9 avril, deux spectacles supplémentaires sont ajoutés à Montréal, un à Newark et un autre à New York. Le 11 avril, de nouvelles dates pour Québec, Montréal et Ottawa sont programmées.
Courant septembre 2019, le site ConcertFrance annonce que Céline Dion pourrait se produire à Paris La Défense Arena de Nanterre à l'été 2020. Le 21 septembre 2019, Paris La Défense Arena poste sur son compte officiel Instagram la photo d'un miroir marqué au rouge à lèvres de la phrase suivante : « On se retrouve bientôt ! Love Céline no... ». Le 26 septembre 2019, le site SouldOutTicketBox révèle des dates supplémentaires à New York, San Diego, Los Angeles et Vancouver ainsi que de nouvelles dates européennes.Le même jour, quatre dates sont annoncées pour Paris La Défense Arena, les 26, 27, 30 juin et 1er juillet, ainsi qu’une date exclusive au Festival des Vieilles Charrues de Carhaix en Bretagne, le 16 juillet 2020. Plusieurs pré-ventes sont alors organisées sur le site officiel de Céline Dion, la Fnac, Veepee, American Express ou encore Carrefour Spectacles.
À l’ouverture officielle de la vente, le 9 novembre à 10 h, deux dates supplémentaires sont ajoutées à Paris, les 3 et 4 juillet. En France, la chanteuse brise alors des records de rapidité de ventes : 200 000 billets sont vendus à Paris en 1 h 30, et les 55 000 billets des Vieilles Charrues s'écoulent en seulement 9 minutes. De même, pour le Paléo Festival à Nyon, 30 000 billets sont vendus en 22 minutes. Le 20 novembre, lors de la mise en vente pour son concert au Sporting Monte-Carlo à Monaco du 18 juillet 2020, le prix élevé des places, compris entre 600 et 1 600 euros, suscite la colère de certains fans sur les réseaux sociaux.

### Déroulement
Les répétitions de la tournée commencent début septembre au Centre Vidéotron à Québec, où a lieu la première, le 18 septembre. Céline Dion et son équipe de 110 personnes séjournent au nouvel hôtel Le Capitole le temps de leur passage à Québec. Après la première représentation, La Presse se montre enthousiaste en célébrant une « Céline Dion magistrale » et en affirmant que « Céline Dion offre avec Courage l’un de ses spectacles les plus spectaculaires ».
Fin septembre, la chanteuse est touchée par un virus à la gorge qui l'empêche d’assurer les quatre premiers spectacles à Montréal, prévus les 26, 27, 30 septembre et 1er octobre. Ils sont ainsi reportés aux 18, 19, 21, et 22 novembre.
Le 7 janvier 2020, le festival international de Byblos de Beyrouth, où la chanteuse devait se produire en juillet, annonce que Céline Dion annule sa participation en raison des tensions diplomatiques qui agitent la région, notamment entre le camp occidental mené par les États-Unis et l'Iran à la suite de l'exécution du général iranien Qassem Soleimani.
Début mars 2020, Céline Dion et Concert West/AEG Presents, la production, annoncent que les concerts du 11 mars au 27 avril sont reportés pour des raisons de sécurité liées à la pandémie mondiale de coronavirus.
Le 24 avril 2020, un communiqué de Céline Dion et de Concerts West/AEG Present annonce que les concerts européens du 21 mai au 25 juillet sont reportés. Céline Dion déclare : « J’attends avec impatience le jour où nous pourrons encore partager ensemble notre joie de chanter et de danser », avant d'ajouter : « J’ai très hâte de revenir sur scène et d’être avec vous de nouveau ».
Le 10 juin 2020, un communiqué de Céline Dion et de sa maison de production annonce les nouvelles dates pour les concerts européens. Céline Dion commente alors la situation sanitaire mondiale : « J’avais vraiment espoir qu’on remonte sur scène cette année, mais il n’y a rien de plus important que la santé et la sécurité de tous. […] Le monde entier traverse une période difficile à cause de cette pandémie et toutes mes pensées accompagnent ceux qui ont souffert. Je sais que nous traverserons cette crise ensemble et que nous rattraperons le temps perdu. Je m’ennuie d’être sur scène avec vous… J’ai hâte que l’on chante tous ensemble à nouveau. Soyez prudents… à bientôt ! ».

## Programme

### Programme francophone
Le programme ci-dessous reprend celui des spectacles donnés du 18 septembre au Centre Vidéotron à Québec au 16 octobre au Canadian Tire Centre à Ottawa et des concerts du 18 au 22 novembre au Centre Bell de Montréal. Ces spectacles étant adressés à un public majoritairement francophone, le programme est amené à évoluer au fil de la tournée.
1. It's All Coming Back to Me Now
2. Dans un autre monde
3. Terre
4. À vous
5. I'm Alive
6. The Power of Love
7. L'amour existe encore
8. Beauty and the Beast
9. Encore un soir
10. You're the Voice
11. Regarde-moi
12. Un garçon pas comme les autres (Ziggy)
13. Courage
14. All by Myself
15. Lying Down
16. Tous les blues sont écrits pour toi
17. S'il suffisait d'aimer
18. Medley : Let's Dance (David Bowie) / Another One Bites the Dust (Queen) / Flying on My Own / Kiss (Prince) / River Deep, Mountain High / Lady Marmalade (LaBelle)
19. My Heart Will Go On
20. Pour que tu m'aimes encore

### Programme anglophone
Ce programme représente les concerts anglophones donnés à partir du concert du 18 octobre à Cleveland. Ces spectacles sont adressés à un public exclusivement anglophone.
1. It's All Coming Back to Me Now
2. That's The Way It Is
3. I'm Alive
4. If You Asked Me To
5. The Power of Love
6. Love Can Move Mountains
7. Beauty And The Beast
8. The Prayer (Solo)
9. You're The Voice
10. Tous les blues sont écrits pour toi
11. To Love You More
12. Courage
13. All by Myself
14. Lying Down
15. The Reason
16. Because You Loved Me
17. Let's Dance / Another One Bites The Dust / Kiss / River Deep, Mountain High / Lady Marmalade
18. My Heart Will Go On
19. Imagine

### Modifications
À partir de son concert à Cleveland, destiné à un public majoritairement anglophone, Céline Dion retire les chansons Dans un autre monde, Terre, À vous, L'amour existe encore, Encore un soir, Regarde-moi, Un garçon pas comme les autres (Ziggy), S'il suffisait d'aimer, Pour que tu m'aimes encore et Flying on My Own. Lors de ses concerts de Boston les 13 et 14 décembre 2019, elle termine le spectacle avec la reprise de la chanson de Noël Happy Xmas (War Is Over), de John Lennon et Yoko Ono, sortie en 1971.
Lors de ses concerts à Montréal, elle intègre au programme le single Imperfections, issu de son nouvel album. En hommage à sa mère Thérèse Dion, disparue le 17 janvier 2020, Céline termine son concert à Miami par la chanson Over the Rainbow.
Le 19 février 2020, lors de son concert au Centre Bell à Montréal, elle modifie son medley en remplaçant la chanson Lady Marmalade par Coton ouaté, du groupe québécois Bleu Jeans Bleu. Les membres du groupe ont été invités à monter sur la scène pour interpréter leur chanson avec elle. 

## Liste des concerts
| Amérique du Nord  |                     |                    |                                   | |        |           |
| 18 septembre 2019 | Québec              | Canada             | Centre Vidéotron                  | | 39 930 | 5 761 752 |
| 20 septembre 2019 | Québec              | Canada             | Centre Vidéotron                  | | 39 930 | 5 761 752 |
| 21 septembre 2019 | Québec              | Canada             | Centre Vidéotron                  | | 39 930 | 5 761 752 |
| 15 octobre 2019   | Ottawa              | Canada             | Centre Canadian Tire              | | 24 205 | 3 348 005 |
| 16 octobre 2019   | Ottawa              | Canada             | Centre Canadian Tire              | | 24 205 | 3 348 005 |
| 18 octobre 2019   | Cleveland           | États-Unis         | Rocket Mortgage FieldHouse        | | 13 199 | 1 593 287 |
| 20 octobre 2019   | Columbus            | États-Unis         | Schottenstein Center              | | 10 751 | 1 626 691 |
| 22 octobre 2019   | Louisville          | États-Unis         | KFC Yum! Center                   | | 12 465 | 1 531 237 |
| 24 octobre 2019   | Cincinnati          | États-Unis         | Heritage Bank Center              | | 11 004 | 1 492 937 |
| 26 octobre 2019   | Saint-Louis         | États-Unis         | Enterprise Center                 | | 11 735 | 1 591 985 |
| 28 octobre 2019   | Kansas City         | États-Unis         | Sprint Center                     | | 11 838 | 1 883 309 |
| 30 octobre 2019   | Fargo               | États-Unis         | Fargodome                         | | 10 473 | 1 174 539 |
| 1er novembre 2019 | Minneapolis         | États-Unis         | Target Center                     | | 12 504 | 1 992 180 |
| 3 novembre 2019   | Milwaukee           | États-Unis         | Fiserv Forum                      | | 10 788 | 1 921 244 |
| 5 novembre 2019   | Détroit             | États-Unis         | Little Caesars Arena              | | 13 112 | 2 282 502 |
| 18 novembre 2019  | Montréal            | Canada             | Centre Bell                       | Programmés initialement les 26, 27, 30 septembre et 1er octobre 2019, mais reportés en raison d'une infection virale dont a souffert Céline Dion. | 53 864 | 6 994 869 |
| 19 novembre 2019  | Montréal            | Canada             | Centre Bell                       | Programmés initialement les 26, 27, 30 septembre et 1er octobre 2019, mais reportés en raison d'une infection virale dont a souffert Céline Dion. | 53 864 | 6 994 869 |
| 21 novembre 2019  | Montréal            | Canada             | Centre Bell                       | Programmés initialement les 26, 27, 30 septembre et 1er octobre 2019, mais reportés en raison d'une infection virale dont a souffert Céline Dion. | 53 864 | 6 994 869 |
| 22 novembre 2019  | Montréal            | Canada             | Centre Bell                       | Programmés initialement les 26, 27, 30 septembre et 1er octobre 2019, mais reportés en raison d'une infection virale dont a souffert Céline Dion. | 53 864 | 6 994 869 |
| 1er décembre 2019 | Chicago             | États-Unis         | United Center                     | | 13 685 | 2 870 852 |
| 3 décembre 2019   | Indianapolis        | États-Unis         | Bankers Life Fieldhouse           | | 11 633 | 1 630 450 |
| 5 décembre 2019   | Buffalo             | États-Unis         | KeyBank Center                    | | 12 462 | 1 746 480 |
| 7 décembre 2019   | Albany              | États-Unis         | Times Union Center                | | 10 487 | 1 816 438 |
| 9 décembre 2019   | Toronto             | Canada             | Scotiabank Arena                  | | 26 831 | 4 772 722 |
| 10 décembre 2019  | Toronto             | Canada             | Scotiabank Arena                  | | 26 831 | 4 772 722 |
| 13 décembre 2019  | Boston              | États-Unis         | TD Garden                         | | 24 661 | 5 180 061 |
| 14 décembre 2019  | Boston              | États-Unis         | TD Garden                         | | 24 661 | 5 180 061 |
| 8 janvier 2020    | Jacksonville        | États-Unis         | VyStar Veterans Memorial Arena    | | 11 272 | 1 912 510 |
| 11 janvier 2020   | Atlanta             | États-Unis         | State Farm Arena                  | | 11 212 | 2 323 672 |
| 13 janvier 2020   | Nashville           | États-Unis         | Bridgestone Arena                 | | 13 023 | 2 103 662 |
| 15 janvier 2020   | Tampa               | États-Unis         | Amalie Arena                      | | 12 749 | 2 254 145 |
| 17 janvier 2020   | Miami               | États-Unis         | American Airlines Arena           | | 24 763 | 5 222 838 |
| 18 janvier 2020   | Miami               | États-Unis         | American Airlines Arena           | | 24 763 | 5 222 838 |
| 21 janvier 2020   | Charlotte           | États-Unis         | Spectrum Center                   | | 13 458 | 2 161 228 |
| 30 janvier 2020   | San Antonio         | États-Unis         | AT&T Center                       | | 13 645 | 2 021 746 |
| 1er février 2020  | Houston             | États-Unis         | Toyota Center                     | | 11 569 | 2 127 052 |
| 3 février 2020    | Dallas              | États-Unis         | American Airlines Center          | | 12 634 | 2 657 817 |
| 5 février 2020    | Tulsa               | États-Unis         | BOK Center                        | | 11 004 | 1 619 919 |
| 7 février 2020    | La Nouvelle-Orléans | États-Unis         | Smoothie King Center              | | 12 833 | 2 278 207 |
| 9 février 2020    | Memphis             | États-Unis         | FedExForum                        | | 11 452 | 1 609 727 |
| 11 février 2020   | Raleigh             | États-Unis         | PNC Arena                         | | 12 436 | 2 150 963 |
| 18 février 2020   | Montréal            | Canada             | Centre Bell                       | Programmés initialement les 4 et 5 octobre 2019 mais reportés en raison d'une infection virale dont a souffert Céline Dion.                       | 28 257 | 3 587 437 |
| 19 février 2020   | Montréal            | Canada             | Centre Bell                       | Programmés initialement les 4 et 5 octobre 2019 mais reportés en raison d'une infection virale dont a souffert Céline Dion.                       | 28 257 | 3 587 437 |
| 22 février 2020   | Atlantic City       | États-Unis         | Boardwalk Hall                    | | 11 252 | 2 470 305 |
| 24 février 2020   | Baltimore           | États-Unis         | Royal Farms Arena                 | | 11 181 | 1 591 232 |
| 26 février 2020   | Philadelphie        | États-Unis         | Wells Fargo Center                | | 13 269 | 2 011 920 |
| 28 février 2020   | Brooklyn            | États-Unis         | Barclays Center                   | | 25 177 | 5 115 713 |
| 29 février 2020   | Brooklyn            | États-Unis         | Barclays Center                   | | 25 177 | 5 115 713 |
| 3 mars 2020       | Uniondale           | États-Unis         | Nassau Veterans Memorial Coliseum | | 10 672 | 1 985 445 |
| 5 mars 2020       | Brooklyn            | États-Unis         | Barclays Center                   | | 12 543 | 1 875 568 |
| 7 mars 2020       | Newark              | États-Unis         | Prudential Center                 | | 25 529 | 4 330 802 |
| 8 mars 2020       | Newark              | États-Unis         | Prudential Center                 | | 25 529 | 4 330 802 |
| 24 mars 2020      | Denver              | États-Unis         | Pepsi Center                      | Reporté |        |           |
| 26 mars 2020      | Salt Lake City      | États-Unis         | Vivint Smart Home Arena           | Reporté |        |           |
| 29 mars 2020      | Glendale            | États-Unis         | Gila River Arena                  | Reporté |        |           |
| 31 mars 2020      | San Diego           | États-Unis         | Pechanga Arena                    | Reporté |        |           |
| 2 avril 2020      | Los Angeles         | États-Unis         | Staples Center                    | Reporté |        |           |
| 3 avril 2020      | Los Angeles         | États-Unis         | Staples Center                    | Reporté |        |           |
| 7 avril 2020      | Sacramento          | États-Unis         | Golden 1 Center                   | Reporté |        |           |
| 9 avril 2020      | Oakland             | États-Unis         | Oakland Arena                     | Reporté |        |           |
| 10 avril 2020     | San Francisco       | États-Unis         | Chase Center                      | Reporté |        |           |
| 13 avril 2020     | Portland            | États-Unis         | Moda Center                       | Reporté |        |           |
| 15 avril 2020     | Tacoma              | États-Unis         | Tacoma Dome                       | Reporté |        |           |
| 17 avril 2020     | Vancouver           | Canada             | Rogers Arena                      | Reporté |        |           |
| 18 avril 2020     | Vancouver           | Canada             | Rogers Arena                      | Reporté |        |           |
| 21 avril 2020     | Edmonton            | Canada             | Rogers Place                      | Reporté |        |           |
| 22 avril 2020     | Edmonton            | Canada             | Rogers Place                      | Reporté |        |           |
| 25 avril 2020     | Saskatoon           | Canada             | SaskTel Centre                    | Reporté |        |           |
| 27 avril 2020     | Winnipeg            | Canada             | Bell MTS Place                    | Reporté |        |           |
| 16 novembre 2020  | Washington, D.C.    | États-Unis         | Capital One Arena                 | Programmés initialement les 11 et 13 mars 2020 et reportés en raison d'un rhume de la chanteuse.,                                                 |        |           |
| 18 novembre 2020  | Pittsburgh          | États-Unis         | PPG Paints Arena                  | Programmés initialement les 11 et 13 mars 2020 et reportés en raison d'un rhume de la chanteuse.,                                                 |        |           |
| Europe ,          |                     |                    |                                   | |        |           |
| 18 juillet 2020   | Monte-Carlo         | Monaco             | Sporting Monte-Carlo              | Annulé |        |           |
| 19 mars 2021      | Paris               | France             | Paris La Défense Arena            | Programmés initialement entre le 26 juin et le 4 juillet 2020.                                                                                    |        |           |
| 20 mars 2021      | Paris               | France             | Paris La Défense Arena            | Programmés initialement entre le 26 juin et le 4 juillet 2020.                                                                                    |        |           |
| 23 mars 2021      | Paris               | France             | Paris La Défense Arena            | Programmés initialement entre le 26 juin et le 4 juillet 2020.                                                                                    |        |           |
| 24 mars 2021      | Paris               | France             | Paris La Défense Arena            | Programmés initialement entre le 26 juin et le 4 juillet 2020.                                                                                    |        |           |
| 26 mars 2021      | Paris               | France             | Paris La Défense Arena            | Programmés initialement entre le 26 juin et le 4 juillet 2020.                                                                                    |        |           |
| 27 mars 2021      | Paris               | France             | Paris La Défense Arena            | Programmés initialement entre le 26 juin et le 4 juillet 2020.                                                                                    |        |           |
| 30 mars 2021      | Anvers              | Belgique           | Palais des sports                 | Programmés initialement les 28 et 30 mai 2020. |        |           |
| 31 mars 2021      | Anvers              | Belgique           | Palais des sports                 | Programmés initialement les 28 et 30 mai 2020. |        |           |
| 5 avril 2021      | Amsterdam           | Pays-Bas           | Ziggo Dome                        | Programmés initialement les 10, 12 et 13 juin 2020.                                                                                               |        |           |
| 7 avril 2021      | Amsterdam           | Pays-Bas           | Ziggo Dome                        | Programmés initialement les 10, 12 et 13 juin 2020.                                                                                               |        |           |
| 8 avril 2021      | Amsterdam           | Pays-Bas           | Ziggo Dome                        | Programmés initialement les 10, 12 et 13 juin 2020.                                                                                               |        |           |
| 11 avril 2021     | Dublin              | Irlande            | 3Arena                            | Programmés initialement les 14 et 15 septembre 2020.                                                                                              |        |           |
| 12 avril 2021     | Dublin              | Irlande            | 3Arena                            | Programmés initialement les 14 et 15 septembre 2020.                                                                                              |        |           |
| 14 avril 2021     | Manchester          | Angleterre         | Manchester Arena                  | Programmés initialement les 4 et 5 septembre 2020.                                                                                                |        |           |
| 16 avril 2021     | Manchester          | Angleterre         | Manchester Arena                  | Programmés initialement les 4 et 5 septembre 2020.                                                                                                |        |           |
| 19 avril 2021     | Birmingham          | Angleterre         | Arena Birmingham                  | Programmés initialement les 8 et 9 septembre 2020.                                                                                                |        |           |
| 20 avril 2021     | Birmingham          | Angleterre         | Arena Birmingham                  | Programmés initialement les 8 et 9 septembre 2020.                                                                                                |        |           |
| 22 avril 2021     | Londres             | Angleterre         | O2 Arena                          | Programmés initialement les 17 et 18 septembre 2020.                                                                                              |        |           |
| 23 avril 2021     | Londres             | Angleterre         | O2 Arena                          | Programmés initialement les 17 et 18 septembre 2020.                                                                                              |        |           |
| 26 avril 2021     | Glasgow             | Écosse             | The SSE Hydro                     | Programmés initialement les 11 et 12 septembre 2020.                                                                                              |        |           |
| 27 avril 2021     | Glasgow             | Écosse             | The SSE Hydro                     | Programmés initialement les 11 et 12 septembre 2020.                                                                                              |        |           |
| 11 mai 2021       | Budapest            | Hongrie            | Papp László Budapest Sportaréna   | Programmé initialement le 7 juin 2020. |        |           |
| 13 mai 2021       | Łódź                | Pologne            | Atlas Arena                       | Programmé initialement le 23 mai 2020. |        |           |
| 15 mai 2021       | Cracovie            | Pologne            | Tauron Arena Kraków               | Programmé initialement le 25 mai 2020. |        |           |
| 18 mai 2021       | Munich              | Allemagne          | Olympiahalle                      | Programmé initialement le 17 juin 2020. |        | a         |
| 20 mai 2021       | Vienne              | Autriche           | Wiener Stadthalle                 | Programmé initialement le 15 juin 2020. |        |           |
| 22 mai 2021       | Zagreb              | Croatie            | Arena Zagreb                      | Programmé initialement le 5 juin 2020. |        |           |
| 24 mai 2021       | Prague              | République tchèque | O2 Arena                          | Programmé initialement le 21 mai 2020. |        |           |
| 26 mai 2021       | Zurich              | Suisse             | Hallenstadion                     | Programmés initialement les 2 et 3 juin 2020 . |        |           |
| 27 mai 2021       | Zurich              | Suisse             | Hallenstadion                     | Programmés initialement les 2 et 3 juin 2020 . |        |           |
| 29 mai 2021       | Berlin              | Allemagne          | Mercedes-Benz Arena               | Programmé initialement le 22 juillet 2020 au Waldbühne.                                                                                           |        |           |
| 31 mai 2021       | Hambourg            | Allemagne          | Barclaycard Arena                 | Programmé initialement le 22 juin 2020. |        |           |
| 2 juin 2021       | Cologne             | Allemagne          | Lanxess Arena                     | Programmé initialement le 21 juin 2020. |        |           |
| 4 juin 2021       | Mannheim            | Allemagne          | SAP Arena                         | Programmé initialement le 19 juin 2020. |        |           |
| 6 juin 2021       | Copenhague          | Danemark           | Royal Arena                       | Programmés initialement les 31 août et 1er septembre 2020.                                                                                        |        |           |
| 7 juin 2021       | Copenhague          | Danemark           | Royal Arena                       | Programmés initialement les 31 août et 1er septembre 2020.                                                                                        |        |           |
| 10 juin 2021      | Oslo                | Norvège            | Telenor Arena                     | Programmés initialement les 28 et 29 août 2020.                                                                                                   |        |           |
| 11 juin 2021      | Oslo                | Norvège            | Telenor Arena                     | Programmés initialement les 28 et 29 août 2020.                                                                                                   |        |           |
| 13 juin 2021      | Stockholm           | Suède              | Friends Arena                     | Programmé initialement le 22 août 2020. |        |           |
| 15 juin 2021      | Helsinki            | Finlande           | Hartwall Arena                    | Programmés initialement les 24 et 25 août 2020.                                                                                                   |        |           |
| 16 juin 2021      | Helsinki            | Finlande           | Hartwall Arena                    | Programmés initialement les 24 et 25 août 2020.                                                                                                   |        |           |
| 15 juillet 2021   | Carhaix-Plouguer    | France             | Festival des Vieilles Charrues    | Programmé initialement le 16 juillet 2020. |        |           |
| 17 juillet 2021   | Lucques             | Italie             | Lucca Summer Festival             | Programmé initialement le 25 juillet 2020. |        |           |
| 19 juillet 2021   | Nyon                | Suisse             | Paléo Festival                    | Programmé initialement le 20 juillet 2020. |        |           |
| 21 juillet 2021   | Ħ'Attard            | Malte              | Ta' Qali                          | Programmé initialement le 27 juillet 2020. |        |           |
| 23 juillet 2021   | Athènes             | Grèce              | Stade olympique                   | Programmé initialement le 31 juillet 2020. |        |           |
| 25 juillet 2021   | Bucarest            | Roumanie           | Arena Națională                   | Programmé initialement le 29 juillet 2020. |        |           |
| Moyen-Orient      |                     |                    |                                   | |        |           |
| 31 juillet 2020   | Beyrouth            | Liban              | Front de mer                      | Annulé |        |           |
| 19 juin 2021      | Tel Aviv            | Israël             | Stade Bloomfield                  | Programmés initialement les 4 et 5 août 2020 au parc Hayarkon.                                                                                    |        |           |
| 20 juin 2021      | Tel Aviv            | Israël             | Stade Bloomfield                  | Programmés initialement les 4 et 5 août 2020 au parc Hayarkon.                                                                                    |        |           |
| 22 juin 2021      | Nicosie             | Chypre             | Stade GSP                         | Programmé initialement le 2 août 2020. |        |           |